# Іванов Михайло Романович
Михайло Романович Іванов (3 січня 1924, Смоленськ — 10 лютого 1965, Смоленськ) — капітан Радянської Армії, учасник нацистсько-радянської війни, Герой Радянського Союзу (1945).

## Біографія

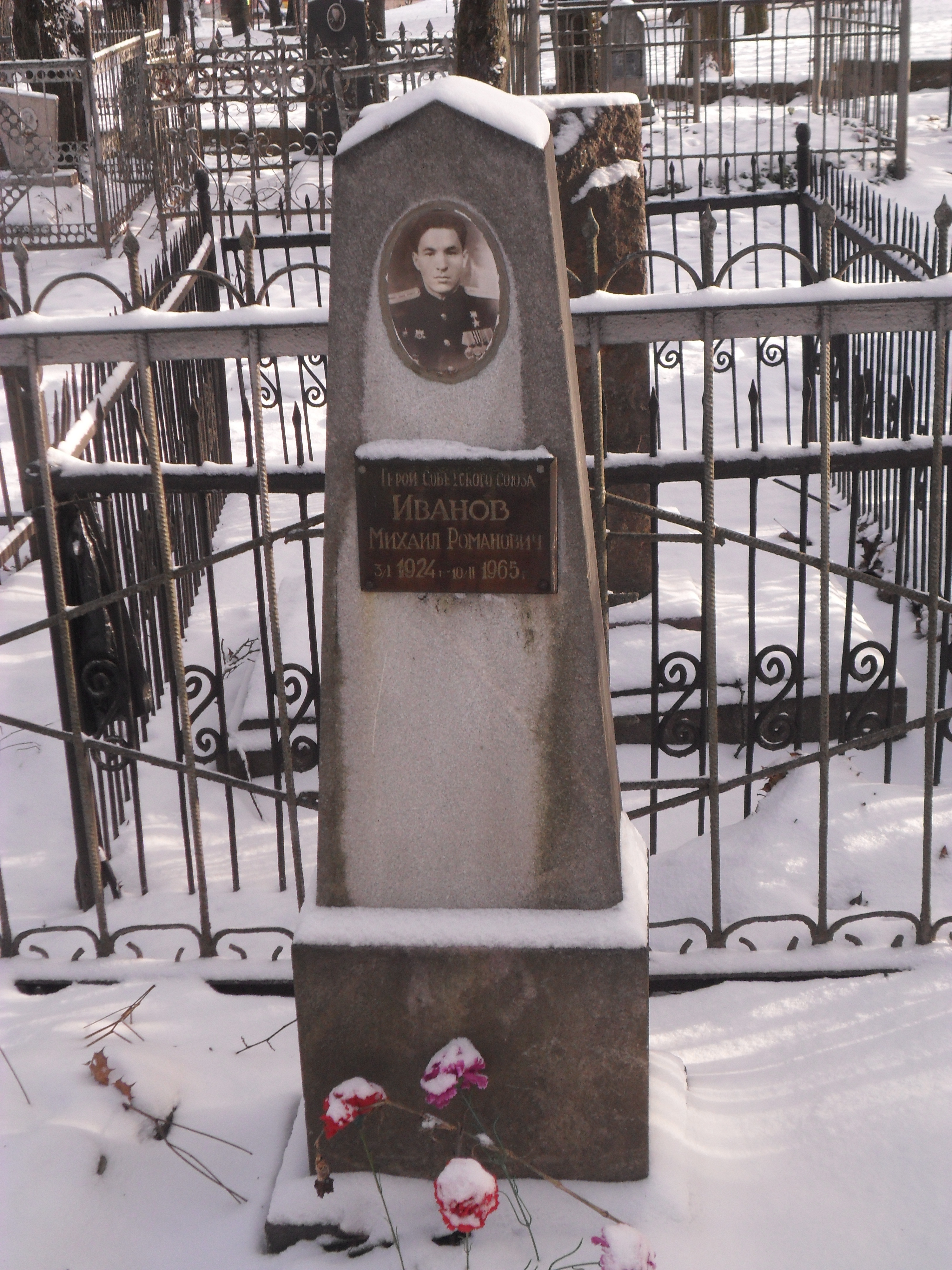
Могила Іванова на кладовищі «Клинок».

Михайло Іванов народився 3 січня 1924 року в Смоленську в родині робітничих. З 1931 року проживав на станції Колодня (нині в межах Смоленська), закінчив вісім класів школи № 27. На початку війни за віком покликаний не був, евакуювався в місто Агриз Татарської АРСР, працював слюсарем в паровозному депо. У серпні 1942 року призваний на службу в Робітничо-селянську Червону Армію. У травні 1943 році закінчив військове піхотне училище і направлений у діючу армію командиром взводу протитанкових рушниць. До лютого 1945 року гвардії старший лейтенант Михайло Іванов командував ротою 242-го гвардійського стрілецького полку 82-ї гвардійської стрілецької дивізії 8-ї гвардійської армії 1-го Білоруського фронту. Відзначився в лютому 1945 року під час боїв за Познань.
9 лютого 1945 року Іванов, взявши з собою двох солдатів з протитанковими рушницями, потай наблизився до дотів противника, що заважав просуванню радянських частин. Внаслідок їх влучного вогню були знищені 2 75-міліметрових гармати та крупнокаліберний кулемет, що дозволило піхоті оволодіти цією важливою ділянкою оборони ворога. 14 лютого Іванов разом з трьома розвідниками зробив вилазку в тил сильно укріпленого будинку. У рукопашній сутичці особисто знищив 8 німецьких солдат, а інших змусив здатися в полон. У ніч з 14 на 15 лютого разом з групою бійців Іванов розгромив три опорних пункти противника і штаб німецького батальйону, захопивши 3 знаряддя, 12 кулеметів та близько 200 полонених. У ніч з 22 на 23 лютого Іванов брав участь у штурмі фортеці Познань, потай піднявшись разом з 11 солдатами на верх форту № 1 і поставивши там червоний прапор, після чого відображаючи німецькі контратаки, група Іванова не зазнала втрат, знищивши при цьому 30 ворожих солдатів та офіцерів і захопивши в полон 125.
Указом Президії Верховної Ради СРСР від 31 травня 1945 року за «мужність та відвагу, проявлені при штурмі стародавнього польського міста Познань» гвардії старший лейтенант Михайло Іванов був удостоєний високого звання Героя Радянського Союзу з врученням ордена Леніна та медалі «Золота Зірка» за номером 6842.
Брав участь у форсуванні Одера та штурмі Берліна. 28 квітня 1945 отримав важке поранення. Після одужання був демобілізований. В 1949 році Іванов закінчив два курси Калінінградського Технічного інституту (КТІ) а, після чого повторно був покликаний в Радянську Армію. В 1954 році у званні капітана за станом здоров'я звільнений у запас. Проживав та працював в Калінінграді. В 1964 році повернувся до Смоленська, де помер 10 лютого 1965 року. Похований на кладовищі «Клинок» у Смоленську.
Був також нагороджений орденами Вітчизняної війни 2-го ступеня та Червоної Зірки, а також рядом медалей. На честь Іванова названа вулиця в Смоленську.